# Comuna Poricicea, Krasnodon
Poricicea (în ucraineană Поріччя) este o comună în raionul Krasnodon, regiunea Luhansk, Ucraina, formată din satele Korolivka și Poricicea (reședința).

## Demografie
Componența lingvistică a comunei Poricicea
     Rusă (97,68%)
     Ucraineană (2,19%)
     Alte limbi (0,13%)
Conform recensământului din 2001, majoritatea populației comunei Poricicea era vorbitoare de rusă (97,68%), existând în minoritate și vorbitori de ucraineană (2,19%).